# Pēteris Vikmanis
Pēteris Eduards Vikmanis (ur. 13 października 1890 w Rydze, zm. 10 kwietnia 1958 tamże) – łotewski komunista, radziecki polityk i działacz partyjny.

## Życiorys
Od 1906 członek SDPRR, bolszewik, 3 lipca 1913 aresztowany, 29 listopada 1913 zwolniony, 17 kwietnia 1914 ponownie aresztowany i 21 czerwca 1914 skazany na 2 lata zesłania pod nadzór policji. Karę odbywał m.in. w Chołmie, Twerze i Kimrach, 6 lipca 1916 zwolniony, 1917 był przewodniczącym komitetu SDPRR(b) w Kimrach.
Od kwietnia 1917 członek moskiewskiego obwodowego biura SDPRR(b), od maja 1917 przewodniczący powiatowego komitetu SDPRR(b) w Kimrach, od października 1917 do 1918 przewodniczący komitetu wykonawczego rady powiatowej w Kimrach, od listopada 1918 do lutego 1919 kierownik twerskiego gubernialnego oddziału administracji. Od 5 grudnia 1918 do 25 listopada 1919 przewodniczący twerskiego gubernialnego komitetu RKP(b), od stycznia 1919 kierownik wydziału specjalnego twerskiej gubernialnej Czeki, w kwietniu-maju 1919 przewodniczący gubernialnej Czeki w Twerze, 1919 kierownik gubernialnych kursów pracowników partyjnych i sowieckich w Twerze, od 25 maja do 24 czerwca 1919 przewodniczący Komitetu Wykonawczego Twerskiej Rady Gubernialnej. Od listopada 1919 do marca 1920 kierownik Wydziału Organizacyjno-Instruktorskiego Twerskiego Gubernialnego Komitetu RKP(b), od lipca 1921 przewodniczący powiatowej komisji ds. czystki RKP(b) w Rżewie, od marca 1922 do lutego 1924 sekretarz odpowiedzialny Smoleńskiego Gubernialnego komitetu RKP(b), od czerwca 1924 do czerwca 1927 słuchacz kursów marksizmu przy KC RKP(b)/WKP(b). Od czerwca 1927 kierownik Wydziału Organizacyjnego ds. RFSRR Centralnej Komisji Kontroli WKP(b), od 19 grudnia 1927 do 26 czerwca 1930 członek Centralnej Komisji Kontroli WKP(b), w styczniu-lutym 1930 sekretarz Azerbejdżańskiej Republikańskiej Rady Związków Zawodowych, od lutego 1930 do kwietnia 1935 instruktor odpowiedzialny WCIK. Od maja do grudnia 1935 kierownik Krajowego Wydziału Organizacyjnego w Stalingradzie, od grudnia 1935 do października 1936 instruktor odpowiedzialny Stalingradzkiego Komitetu Krajowego WKP(b), od października 1936 do września 1937 zastępca szefa wydziału Ludowego Komisariatu Przemysłu Leśnego ZSRR, od września 1937 do grudnia 1938 dyrektor parku w Soczi. Jako jeden z nielicznych Łotyszy na stanowiskach państwowych w ZSRR przetrwał wielki terror.
Od stycznia 1939 do kwietnia 1941 pomocnik szefa partii „Transwodprojekt” Ludowego Komisariatu Komunikacji Drogowej ZSRR, od kwietnia do lipca 1941 instruktor KC Komunistycznej Partii (bolszewików) Łotwy, od czerwca 1941 do czerwca 1942 zastępca dyrektora Kirowskiej Szkoły Budownictwa Sowieckiego i Partyjnego, od czerwca 1942 do maja 1943 ekspedytor gazety „Cīņa” ("Walka") w Kirowie. Od maja do listopada 1943 słuchacz kirowskich kursów sowiecko-partyjnych, od listopada 1943 do kwietnia 1944 żołnierz Armii Czerwonej, od kwietnia do grudnia 1944 propagandzista KC KP(b)Ł, od grudnia 1944 do sierpnia 1946 sekretarz powiatowego komitetu KP(b)Ł. Od sierpnia 1946 do lipca 1947 lektor Wydziału Politycznego Państwowego Morskiego Przedsiębiorstwa Okrętowego, od lipca 1947 do listopada 1950 starszy wykładowca i kierownik gabinetu marksizmu-leninizmu Państwowej Akademii Sztuk Pięknych Łotewskiej SRR, od listopada 1950 do września 1952 zastępca dyrektora Muzeum Rewolucji Łotewskiej SRR ds. Sekcji Naukowej, od września 1952 do kwietnia 1953 szef Wydziału Kadr Ministerstwa Przemysłu Lokalnego i Paliwowego Łotewskiej SRR, później zastępca szefa Wydziału Kadr Akademii Nauk Łotewskiej SRR.
Odznaczony Orderem Lenina (23 marca 1956) i Orderem Czerwonego Sztandaru Pracy.